# Liste der denkmalgeschützten Objekte in Libčeves
Grundlage dieser Liste der denkmalgeschützten Objekte in Libčeves ist die ÚSKP-Liste (Ústřední seznam kulturních památek České republiky, deutsch Zentrale Liste der Kulturdenkmäler der Tschechischen Republik), die von der tschechischen Denkmalschutzbehörde NPÚ (Národní památkový ústav, deutsch Nationale Denkmalbehörde) seit 1987 geführt wird und an die seit dem Jahr 1850 geschaffenen Listen anschließt.

## Denkmalgeschützte Objekte in Libčeves nach Ortsteilen

### Libčeves(Liebshausen)
| Lage                  | Objekt                                                                   | Beschreibung                                                                                               | ÚSKP-Nr.                  | Bild                                                            |
| --------------------- | ------------------------------------------------------------------------ | --- | ------------------------- | --------------------------------------------------------------- |
| Libčeves (Standort)   | Speicher (Sýpka)                                                         | Getreidespeicher                                                                                           | 42747/5-1225 Info Katalog | Speicher (Sýpka)                                                |
| Libčeves 9 (Standort) | Pfarrhaus                                                                | Pfarrhaus                                                                                                  | 42565/5-1224 Info Katalog | Pfarrhaus                                                       |
| Libčeves (Standort)   | Befestigte Höhensiedlung (Výšinné opevněné sídliště – hradiště)          | Befestigte Höhensiedlung – befestigte Siedlung aus unbekannter Zeit, archäologische Spuren nicht ermittelt | 42594/5-1226 Info Katalog | Befestigte Höhensiedlung (Výšinné opevněné sídliště – hradiště) |
| Libčeves (Standort)   | Schloss Libčeves                                                         | Schloss Liebshausen (Ruine)                                                                                | 43501/5-1223 Info Katalog | weitere Bilder                                                  |
| Libčeves (Standort)   | Kirche des hl. Johannes des Täufers (Kostel Stětí svatého Jana Křtitele) | Kirche des hl. Johannes des Täufers                                                                        | 43287/5-1222 Info Katalog | weitere Bilder                                                  |

### Hnojnice (Noynitz)
| Lage | Objekt                                          | Beschreibung                      | ÚSKP-Nr.                  | Bild           |
| --- | ----------------------------------------------- | --------------------------------- | ------------------------- | -------------- |
| Hnojnice, südöstlich des Dorfes, nördlich von der Straße von Koštice (Koschtitz) nach Hnojnice (Standort) | Ziegelei – Ziegelofen (Cihelna – cihlářská pec) | Ziegelei – Ziegelofen (Brennofen) | 43138/5-1128 Info Katalog | weitere Bilder |

### Lahovice (Lahowitz)
| Lage                | Objekt                                                     | Beschreibung               | ÚSKP-Nr.                  | Bild           |
| ------------------- | ---------------------------------------------------------- | -------------------------- | ------------------------- | -------------- |
| Lahovice (Standort) | Kirche Jacobus des Älteren (Kostel svatého Jakuba Většího) | Kirche Jacobus des Älteren | 11440/5-5779 Info Katalog | weitere Bilder |

### Řisuty (Rissut)
| Lage                                    | Objekt                                                                      | Beschreibung                          | ÚSKP-Nr.                  | Bild           |
| --------------------------------------- | --------------------------------------------------------------------------- | ------------------------------------- | ------------------------- | -------------- |
| Řisuty, v centru vsi, Řisuty (Standort) | Kirche des hl. Bernhard von Clairvaux (Kostel svatého Bernarda z Clairvaux) | Kirche des hl. Bernhard von Clairvaux | 43400/5-1392 Info Katalog | weitere Bilder |

### Sinutec (Sinutz)
| Lage                                       | Objekt                            | Beschreibung         | ÚSKP-Nr.                  | Bild           |
| ------------------------------------------ | --------------------------------- | -------------------- | ------------------------- | -------------- |
| Sinutec, am nördlichen Ortsrand (Standort) | Veitskapelle (Kaple svatého Víta) | Kapelle des hl. Veit | 43258/5-1195 Info Katalog | weitere Bilder |

### Židovice (Schiedowitz)
| Lage                                 | Objekt     | Beschreibung | ÚSKP-Nr.                  | Bild       |
| ------------------------------------ | ---------- | ------------ | ------------------------- | ---------- |
| Židovice 7 (Standort)                | Bauernhaus | Bauerngehöft | 42958/5-1130 Info Katalog | Bauernhaus |
| Židovice, bei der Kapelle (Standort) | Kruzifix   | Kruzifix     | 42916/5-1131 Info Katalog | Kruzifix   |
| Židovice 6 (Standort)                | Bauernhaus | Bauerngehöft | 43233/5-1129 Info Katalog | Bauernhaus |